# Оптический диск

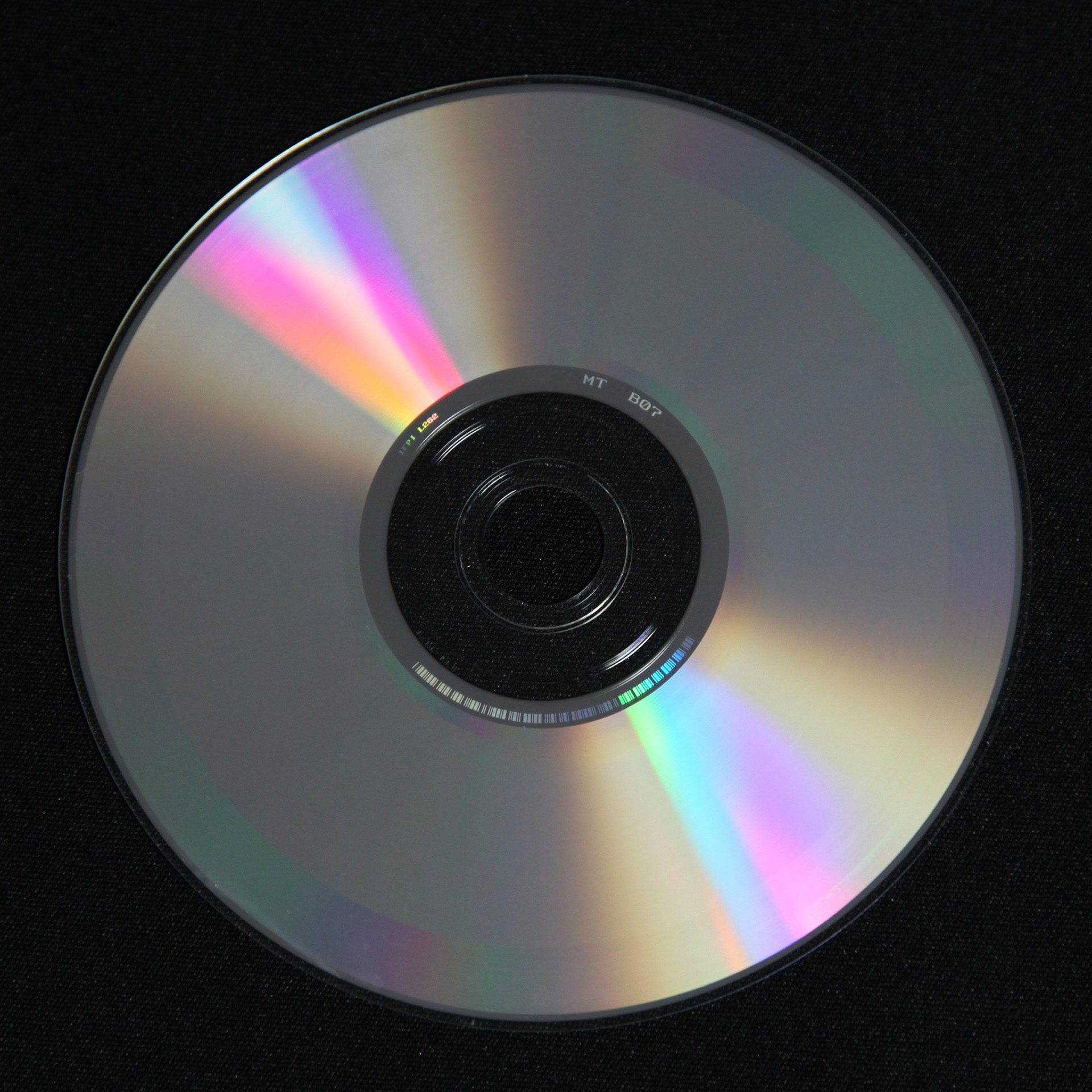
Хорошо известный компакт-диск
— это вид оптического диска

Опти́ческий диск (англ. optical disc) — собирательное название для носителей информации, выполненных в виде дисков, чтение с которых ведётся с помощью оптического (лазерного) излучения. Диск обычно плоский, его основа сделана из поликарбоната, на который нанесён специальный слой, который и служит для хранения информации. Для считывания информации используется обычно луч лазера, который направляется на специальный слой и отражается от него. При отражении луч модулируется мельчайшими выемками — «питами» (от англ. pit — «ямка», «углубление») на специальном слое, на основании декодирования этих изменений устройством чтения восстанавливается записанная на диск информация.

## История
Технология лазерной записи информации на оптические диски появилась на свет задолго до рождения персональных компьютеров и разрабатывалась скорее для специальных музыкальных проигрывателей или для дополнительных телеустройств. По утверждению одного из источников, приоритет в разработке «лазерной» технологии принадлежит советским учёным Александру Прохорову и Николаю Басову — создателям тех самых «холодных» лазеров, которые стали основой различных устройств чтения информации не только в компьютерах, но и во множестве других видов бытовой техники (в 1964 году оба учёных были удостоены Нобелевской премии).
Спустя всего лишь четыре года компанией «Philips» был получен уже и первый патент на способ воспроизведения данных с помощью лазерного луча.
На всемирном электротехническом конгрессе в 1977 году Вячеслав Васильевич Петров, учёный в области оптоэлектронного материаловедения, информационных технологий и оптической записи информации,  впервые в мире, за пять лет до появления первых компакт-дисков, предложил концепцию оптического диска как «единого носителя информации», где обоснованы принципы создания оптико-механических запоминающих устройств, также является главным конструктором первого накопителя информации ЕС5150 для ЭВМ со сменным оптическим диском ёмкостью 2500 Мбайт и принципиально нового первого в мире малогабаритного накопителя с иммерсионной записью на оптических цилиндрах ЕС5153 ёмкостью 200 Мбайт для использования в персональных ЭВМ.
Первым, согласно другому источнику, способ воспроизводить данные с оптических дисков изобрёл в 1958 году американский электроинженер Дэйвид Грегг, запатентовавший его в 1961 году и, с улучшениями, в 1969-м. По его словам, идея использовать луч для получения картинки пришла к нему, когда он увидел в магазине фотографию, полученную с помощью новейшего электронного микроскопа. Способ записи и воспроизведения, описанный в патенте Грегга, является, по сути, самой ранней формой DVD-дисков, и был использован в 1990 году корпорацией «Pioneer» для разработки собственного патента на оптический диск.
Другой американский изобретатель, Джеймс Рассел, считается первооткрывателем способа записи на оптическом носителе цифрового сигнала, который наносился на тонкую металлическую плёнку прожиганием с помощью мощной галогенной лампы. Рассел подал заявку на патент в 1966, патент был выдан ему в 1970. После судебного разбирательства крупнейшие производители оптических дисков, начавшие их массовое производство в начале 1980-х, компании «Sony» и «Philips», были вынуждены заплатить Расселу за соответствующие лицензии, а затем права на патент у него выкупила канадская компания «Optical Recording Corporation».
Диски, получаемые по технологиям и Грегга, и Рассела, были гибкими и использовали транспарентный (прозрачный) метод чтения, который имел массу недостатков. В 1969 году, в Голландии, физик-естествоиспытатель из исследовательской лаборатории компании «Philips» Питер Крамер (Pieter Kramer) изобрёл оптический видеодиск с рефлексивным методом чтения, — с подложкой, отражающей сфокусированный лазерный луч. Заявка на патент была собрана в 1972 году, но выдан патент был лишь в 1991-м. По существу, именно изобретение Крамера стало стандартом для оптических дисков. В 1975 году компании «Philips» и «MCA» приступили к совместной разработке промышленного образца оптического видеодиска. Через три года долгожданный образец был представлен в Атланте под названием «Laserdisc». «MCA» занялось производством дисков, а «Philips» — проигрывающих устройств. Однако, на высококонкурентном рынке товар оказался слишком дорогим и коммерчески неуспешное партнёрство было прекращено.
В Японии и США, до появления DVD-носителей, лидером по производству оптических видеодисков оставалась компания «Pioneer». Распростившись с «MCA», компания «Philips» организовала партнёрство с японской компанией «Sony», совместно с которой в 1979 году приступила к разработке уже не видео, а аудиодиска. Существовавшим на тот момент магнитным носителям заметно не хватало объёма и надёжности хранения аудиозаписей, потенциально они на порядок уступали носителям, произведённым с использованием оптических технологий. Результатом сотрудничества стало изобретение и промышленный выпуск в начале 1980-х аудио-дисков, ставших своеобразным техническим прорывом в области хранения информации, — постепенное развитие этой технологии, с переходом с аналогового на цифровой способ кодировки, вскоре совершенно вытеснили магнитные носители.
В происшедшем развитии технологии производства оптических дисков различают так называемые генерации или поколения, основным признаком которых служит объём информации, доступный для хранения на одном диске, от поколения к поколению увеличивавшийся во много раз. Увеличить объём и улучшить прочие существенные характеристики позволяли новые способы лазерной записи, использующие всё более тонкие материалы.
Исследователи из австралийского университета RMIT и Уханьского технологического института, Китай, разработали радикально новый тип высокопроизводительных оптических дисков большой ёмкости. Один новый диск способен сохранить до 10 ТБ (терабайт) данных и обеспечить сохранность этих данных на протяжении более шести сотен лет. Показатели нового оптического диска в четыре раза превышают информационную ёмкость существующих технологий и в 300 раз — по продолжительности хранения информации.

### Первое поколение оптических дисков
- Лазерный диск
- Компакт-диск
- MiniDisc

### Второе поколение оптических дисков
- DVD
- Digital Multilayer Disk
- DataPlay
- Fluorescent Multilayer Disc
- GD-ROM
- Universal Media Disc

### Третье поколение оптических дисков
- Blu-ray Disc
- HD DVD
- Forward Versatile Disc
- Ultra Density Optical
- Professional Disc for DATA
- Versatile Multilayer Disc

### Четвёртое поколение оптических дисков
- Archival Disc
- Holographic Versatile Disc
- SuperRens Disc[11]
- Optical Disc Archive Advisory Group[12]

## Некоторые параметры оптических дисков

Слои CD:
A. Поликарбонат. диск с данными, записанными чередованием «ямок»;
B. Слой, отражающий лазерный луч.
C. Лаковый слой, от окисления.
D. Слой для полиграфии.
E. Лазерный луч, передающий полученные отражения декодеру

Сравнение CD, DVD, HDDVD и BD

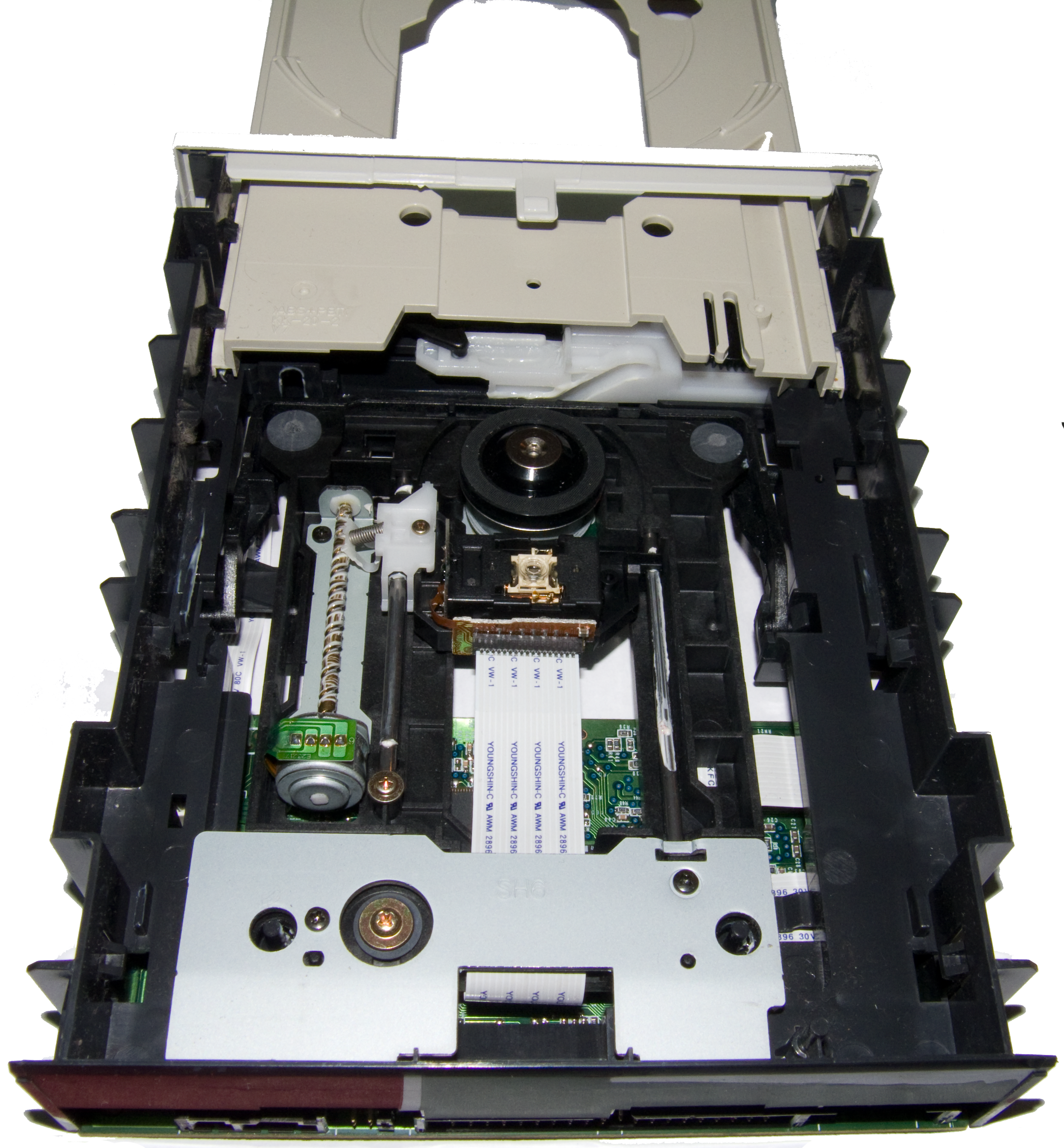
Внутреннее устройство привода компакт-дисков

| Поколение | Базовая  | Максимальная | Максимальная |
| Поколение | (Mbit/s) | (Mbit/s)     | -            |
| --------- | -------- | ------------ | ------------ |
| 1-е (CD)  | 1.17     | 65.62        | 56×          |
| 2-е (DVD) | 10.55    | 210.94       | 20×          |
| 3-е (BD)  | 36       | 432          | 12×          |

| Обозначение               | Обозначение | Сторон | Слоёв | Диаметр | Ёмкость | Ёмкость |
| Обозначение               | Обозначение | Сторон | Слоёв | (см)    | (GB)    | (GiB)   |
| ------------------------- | ----------- | ------ | ----- | ------- | ------- | ------- |
| CD-ROM 74 min             | SS SL       | 1      | 1     | 12      | 0.682   | 0.635   |
| CD-ROM 80 min             | SS SL       | 1      | 1     | 12      | 0.737   | 0.687   |
| CD-ROM                    | SS SL       | 1      | 1     | 8       | 0.194   | 0.180   |
| DDCD-ROM                  | SS SL       | 1      | 1     | 12      | 1.364   | 1.270   |
| DDCD-ROM                  | SS SL       | 1      | 1     | 8       | 0.387   | 0.360   |
| DVD-1                     | SS SL       | 1      | 1     | 8       | 1.46    | 1.36    |
| DVD-2                     | SS DL       | 1      | 2     | 8       | 2.66    | 2.47    |
| DVD-3                     | DS SL       | 2      | 2     | 8       | 2.92    | 2.72    |
| DVD-4                     | DS DL       | 2      | 4     | 8       | 5.32    | 4.95    |
| DVD-5                     | SS SL       | 1      | 1     | 12      | 4.70    | 4.37    |
| DVD-9                     | SS DL       | 1      | 2     | 12      | 8.54    | 7.95    |
| DVD-10                    | DS SL       | 2      | 2     | 12      | 9.40    | 8.74    |
| DVD-14                    | DS DL/SL    | 2      | 3     | 12      | 13.24   | 12.32   |
| DVD-18                    | DS DL       | 2      | 4     | 12      | 17.08   | 15.90   |
| DVD-R 1.0                 | SS SL       | 1      | 1     | 12      | 3.95    | 3.68    |
| DVD-R (2.0), +R, -RW, +RW | SS SL       | 1      | 1     | 12      | 4.70    | 4.37    |
| DVD-R, +R, -RW, +RW       | DS SL       | 2      | 2     | 12      | 9.40    | 8.75    |
| DVD-RAM                   | SS SL       | 1      | 1     | 8       | 1.46    | 1.36    |
| DVD-RAM                   | DS SL       | 2      | 2     | 8       | 2.65    | 2.47    |
| DVD-RAM 1.0               | SS SL       | 1      | 1     | 12      | 2.58    | 2.40    |
| DVD-RAM 2.0               | SS SL       | 1      | 1     | 12      | 4.70    | 4.38    |
| DVD-RAM 1.0               | DS SL       | 2      | 2     | 12      | 5.16    | 4.80    |
| DVD-RAM 2.0               | DS SL       | 2      | 2     | 12      | 9.40    | 8.75    |
| HD DVD                    | SS SL       | 1      | 1     | 8       | 4.70    | 4.38    |
| HD DVD                    | SS DL       | 1      | 2     | 8       | 9.40    | 8.75    |
| HD DVD                    | DS SL       | 2      | 2     | 8       | 9.40    | 8.75    |
| HD DVD                    | DS DL       | 2      | 4     | 8       | 18.80   | 17.50   |
| HD DVD                    | SS SL       | 1      | 1     | 12      | 15.00   | 13.97   |
| HD DVD                    | SS DL       | 1      | 2     | 12      | 30.00   | 27.94   |
| HD DVD                    | DS SL       | 2      | 2     | 12      | 30.00   | 27.94   |
| HD DVD                    | DS DL       | 2      | 4     | 12      | 60.00   | 55.88   |
| HD DVD-RAM                | SS SL       | 1      | 1     | 12      | 20.00   | 18.63   |

## Привод оптических дисков
При́вод оптических дисков — электромеханическое устройство для считывания и (в большинстве современных моделей) записи, посредством лазера, информации с оптических дисков в виде пластикового диска с отверстием в центре (компакт-диск, DVD и т. п.). Разработанный компаниями Philips и Sony в конце 1970-х первоначально для чтения компакт-дисков, для абстрагирования от формата и типа диска, в обиходе называется обобщающим названием дисковод, по принципу чтения информации с носителя. Сам по себе оптический привод может быть в виде составляющей конструкции в составе более сложного оборудования (например, бытового DVD-проигрывателя) либо выпускаться в виде независимого устройства со стандартным интерфейсом подключения (PATA, SATA, USB), например, для установки в компьютер.
Существуют следующие типы приводов:

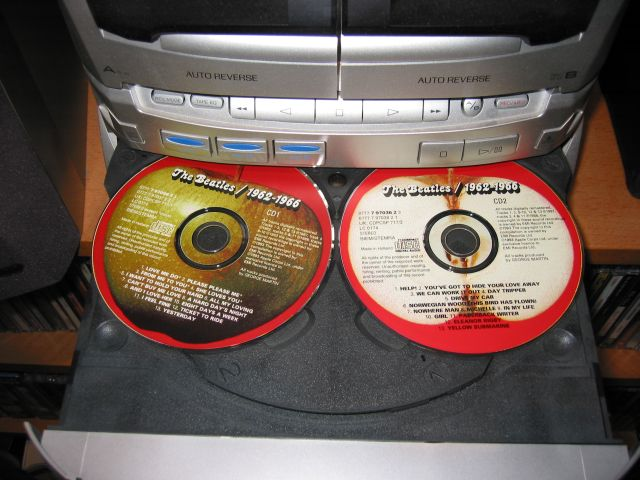
Карусель (CD-чейнджер) музыкального центра на 3 диска

- привод CD-ROM — самый простой вид cd-привода, предназначенный только для чтения cd-дисков.
- привод CD-RW — такой же, как и предыдущий, но способен записывать только на CD-R/RW-диски.
- привод DVD-ROM — предназначение его состоит только в чтении DVD-дисков.
- привод DVD/CD-RW — тот же DVD-ROM, но способный записывать на CD-R/RW-диски (комбо-привод).
- привод DVD-RW — привод, способный не только читать DVD-диски, но и записывать на них.
- привод DVD-RW DL — в отличие от предыдущего типа DVD RW, способен также записывать на двухслойные оптические DVD-носители, отличающиеся от обычных большей ёмкостью.
- привод Blu-Ray (BD-ROM) — усовершенствованная технология оптических носителей, в основе которой лежит использование лазера с длиной волны 405 нм «синего» (в действительности фиолетового) цвета.
- привод BD-RE способен читать/записывать на диски формата Blu-Ray.
- привод HD DVD — это новое поколение оптических дисков, которые предназначены в первую очередь для хранения фильмов высокого разрешения (HDTV). Новый формат носителей позволяет записывать в три раза больший объём данных, по сравнению с DVD. Однослойные HD DVD-диски имеют ёмкость 15 Гб, двухслойные — 30 Гб. Как правило, HD DVD-привод может читать все форматы DVD и CD-дисков.
- привод HD DVD-ROM — привод, читающий диски формата HD DVD. Формат закрыт в феврале 2008 года.
- привод HD DVD/DVD-RW — в отличие от предыдущего, способен записывать на диски таких форматов, как DVD-R, DVD+R, DVD-RW, DVD+RW, CD-R, CD-RW.
- привод GD-ROM
- привод UMD.

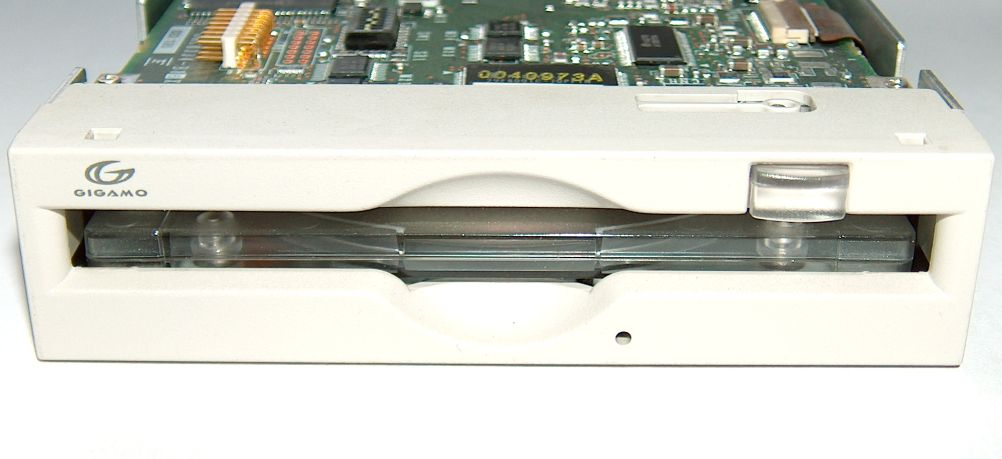
Внутренний привод магнитооптических дисков с диском внутри

Конструктивно приводы всех типов дисков довольно схожи. Они содержат:
- шасси (с лотком для загрузки, либо щелевым загрузчиком);
- шпиндельный электродвигатель, служит для приведения диска во вращение с постоянной или переменной линейной скоростью.
- Система оптической головки состоит из самой головки и системы её перемещения:
  - в узле головки размещены лазерный излучатель, на основе инфракрасного лазерного светодиода, система фокусировки, фотоприемник и предварительный усилитель. Система фокусировки представляет собой подвижную линзу, приводимую в движение электромагнитной системой voice coil (звуковая катушка), сделанной по аналогии с подвижной системой громкоговорителя — изменение напряженности магнитного поля вызывают перемещение линзы и фокусировку лазерного луча.
  - система перемещения головки имеет собственный приводной двигатель, приводящий в движение каретку с оптической головкой при помощи зубчатой либо червячной передачи. Для исключения люфта используется соединение с начальным напряжением: при червячной передаче — подпружиненные шарики, при зубчатой — подпружиненные в разные стороны пары шестерней.
- плата электроники, где размещены все управляющие схемы привода, интерфейс с контроллером компьютера, разъемы интерфейса и выхода звукового сигнала.